# 10255 Taunus
A 10255 Taunus (ideiglenes jelöléssel 3398 T-3) a Naprendszer kisbolygóövében található aszteroida. Cornelis Johannes van Houten,  Ingrid van Houten-Groeneveld és Tom Gehrels fedezte fel 1977. október 16-án.